# Automotrice FS ALn 72
L'automotrice ALn 72 è un rotabile automotore, con motore termico alimentato a gasolio, costruito dall'OM a metà anni trenta per le Ferrovie dello Stato.

## Storia
Ordinate il 31 luglio 1934 dalle FS insieme a tre automotrici a vapore ALv 72, con consegna prevista a ottobre 1935, le ALn 72 uscirono dagli stabilimenti OM nella seconda metà dell'anno successivo, beneficiando di miglioramenti (carrelli e cassa) introdotti nel frattempo.
Le automotrici fecero da prototipo per le successive ALn 772, con le quali condivisero le dimensioni del comparto viaggiatori.
Dopo effimeri servizi sulle linee Firenze-Siena e Firenze-Faenza, nel 1940 le ALn 72 e le ALv 72 furono cedute alle Ferrovie Padane: le ALv furono trasformate in rimorchiate, mentre le ALn furono riclassificate come ALn 72.1001÷1003. La 1001 fu demolita nel 1953, mentre le altre unità rimasero in servizio fino ai primi anni Ottanta, venendo successivamente demolite.

## Tecnica
La OM, che aveva sino alla metà degli anni trenta prodotto alcune serie di automotrici unidirezionali per ferrovie concesse, propose alcune novità rispetto ai rotabili già in esercizio: motore e cambio ancorati ad un telaio ausiliario sospeso alla cassa, cassa più lunga e alta rispetto alle ALn 56, maggior comfort per i passeggeri (paragonabile a quello delle carrozze di seconda classe) e maggior numero di posti a sedere.
Ogni automotrice monta due motori Diesel Saurer BUD (costruiti dall'OM su licenza) 6 cilindri in linea di 14.545 cm³ ad iniezione diretta in grado di erogare 95,5 kW a 1500 giri/min ognuno. Completamente nuove sono la trasmissione idraulica Lysholm-Smith e i carrelli, precursori di quelli studiati dalle FS per le carrozze tipo 1940.
Dal punto di vista estetico le ALn 72 riprendono, stilizzandoli, gli stilemi delle contemporanee automotrici Fiat; caratteristico delle ALn 72 (e delle sorelle ALv 72) era lo schema di verniciatura che incorniciava i fanali come se fossero "occhi di pesce".